# Arman Zangeneh
Arman Zangeneh (en persan : آرمان زنگنه), né le 15 janvier 1993, à Téhéran, en Iran, est un joueur iranien de basket-ball. Il évolue au poste d'ailier fort.

## Palmarès
- Coupe FIBA Asie 2014